# Никишин, Валерий Иванович
Валерий Иванович Никишин (15 сентября 1939, Рыбинск, Ярославская область — 22 июля 1994, Москва) — советский учёный в области прикладной физики и организатор науки, генеральный директор НПО «Электроника», г. Воронеж (1971—1977), директор НИИ «Дельта», г. Москва (1977—1980), сотрудник Совета по кибернетике АН СССР (1980—1986), заместитель директора по науке НИИ «Дельта». Доктор технических наук. Лауреат Ленинской премии (1976).

## Биография
Окончил физический факультет Воронежского государственного университета (1961).
С 1959 года работал на Воронежском заводе полупроводниковых приборов НПО «Электроника», инженер, начальник отдела, главный инженер. С 1971 года — генеральный директор завода. В 1967 году защитил диссертацию на соискание учёной степени кандидат технических наук.
С 1977 года — генеральный директор Научно-исследовательского института «Дельта» в Москве.

Могила В. И. Никишина на Кунцевском кладбище

Похоронен в Москве на Кунцевском кладбище.

## Научные интересы
Первый разработчик больших интегральных схем. Автор ряда электронных приборов.